# Ball d'en Serrallonga a Mataró
El Ball d'en Serrallonga a Mataró, una mena de teatre de carrer amb una trentena llarga d'actors, va ser representat amb continuïtat durant bona part del segle xix a la capital del Maresme. En aquest segle tenim constància de representacions d'aquest ball parlat, el 1864, el 1878, el 1883 i el 1897 i la darrera representació coneguda, ja en el segle xx, sembla que fou el 1930.
El Ball d'en Serrallonga tradicionalment s'hauria representat per Carnestoltes. La frase: Qui sou vos que no us conec? Era la més coneguda del Ball d'en Serrallonga. La pronunciava el capitost Joan Sala i Ferrer (1594-1634), més conegut com a Joan de Serrallonga, als bandolers que volien incorporar-se a la seva quadrilla.
El Ball d'en Serrallonga també va representar-se a moltes altres poblacions durant el segle xix, com per exemple des del 1865 a Reus.